# Participação pública
Participação pública, em sociologia, é um termo que designa o envolvimento de indivíduos ou grupos que são afetados de alguma maneira por alguma proposta ou resolução que está sujeita a um processo de decisão, ou que estão interessados na mesma. A participação pública é importante para a governança e tem por objetivo reunir dados, discutir melhorias e informar as pessoas ou grupos envolvidos para que juntos possam decidir o que fazer, de modo que todos possam ser beneficiados.